# Musée de la culture aïnoue de Nibutani

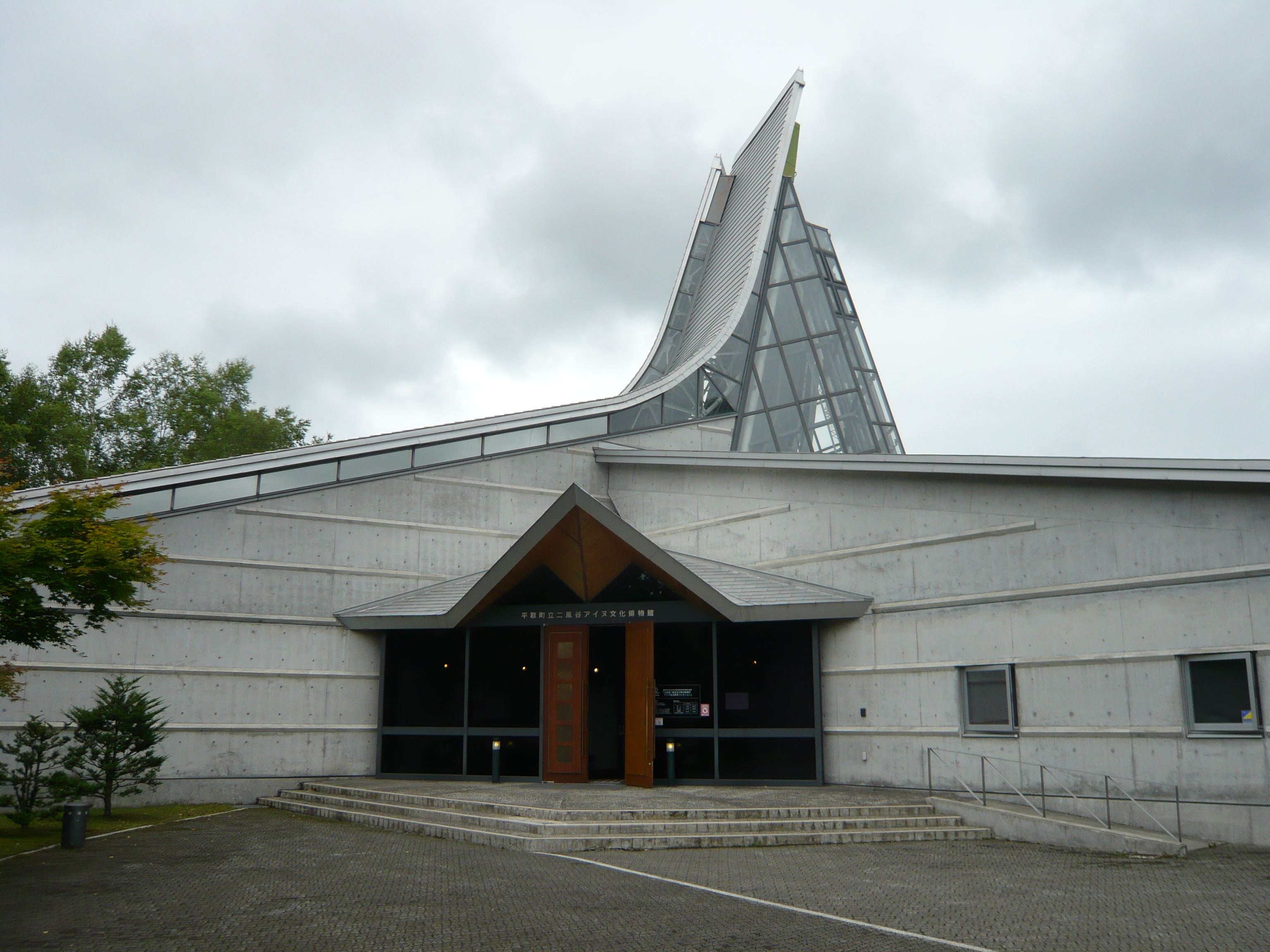
Musée de la culture aïnoue de Nibutani.

Le musée de la culture aïnoue de Nibutani (二風谷アイヌ文化博物館) a ouvert ses portes dans la région de Nibutani à Biratori, sur l'île de Hokkaidō, au Japon, en 1992. La collection du musée comprend près d'un millier d'objets relatifs à la vie quotidienne des Aïnous locaux qui ont été désignés conjointement bien culturel tangible important. Quelque deux cents autres objets ayant la même désignation se trouvent au musée Shigeru Kayano, situé à proximité,,.